# Индустрија боја и лакова
Индустрија боја и лакова је грана индустрије која се бави прерадом хемијских продуката и производњом боја, лакова, пигмената и премаза. Ослања се делимично на нафтну индустрију.
У Србији постоји неколико фабрика које се баве овом делатношћу: Индустрија боја и лакова Дуга, Београд, Мерима, Крушевац, Јуб, Шимановци, Фабрика боја Невена, Лесковац, Зорка-Колор, Шабац, Звезда-Хелиос, Горњи Милановац и др.